# Aixette
Die Aixette ist ein Fluss in Frankreich, der im Département Haute-Vienne in der Region Nouvelle-Aquitaine verläuft. Er entspringt im Regionalen Naturpark Périgord-Limousin beim Ort Brumas, an der Gemeindegrenze von Bussière-Galant und Rilhac-Lastours, entwässert anfangs in nordöstlicher Richtung, dreht dann auf Nord und mündet nach insgesamt rund 27 Kilometern am östlichen Stadtrand von Aixe-sur-Vienne als linker Nebenfluss in die Vienne.

## Orte am Fluss
(Reihenfolge in Fließrichtung)
- Lastours, Gemeinde Rilhac-Lastours
- Saint-Martin-le-Vieux
- Aixe-sur-Vienne

## Sehenswürdigkeiten
- Pont de Malassert, Brücke aus dem 14. Jahrhundert[4] über den Fluss in Aixe-sur-Vienne